# Nohèdes
Nohèdes (katalanisch Noedes) ist eine französische Gemeinde mit 60 Einwohnern (Stand 1. Januar 2022) im Département Pyrénées-Orientales in der Region Okzitanien. Sie gehört zum Arrondissement Prades und zum Kanton  Les Pyrénées catalanes.

## Nachbargemeinden
Nachbargemeinden von Nohèdes sind Mosset im Norden, Urbanya im Osten, Conat im Südosten, Serdinya im Süden, Jujols im Südwesten, Olette im Westen und Sansa im Nordwesten.

## Bevölkerungsentwicklung
| Jahr      | 1962 | 1968 | 1975 | 1982 | 1990 | 1999 | 2013 |
| Einwohner | 28   | 21   | 23   | 26   | 55   | 62   | 67   |

## Sehenswürdigkeiten
- Kirche Saint-Martin